# Op zoek naar Maria
Op zoek naar Maria is een televisieprogramma van de VTM, uitgezonden in het voorjaar van 2009, waarin werd gezocht naar de vrouwelijke hoofdrolspeler Maria in de musical The Sound of Music, die in 2009 in Vlaanderen opnieuw wordt opgevoerd. Het programma heeft hetzelfde format als de Nederlandse Op zoek naar-programma's en is dus uiteindelijk ook gebaseerd op het BBC-programma How do you solve a problem like Maria. Op 3 juni werd Deborah De Ridder door de kijkers gekozen tot winnares van dit programma.

## Opzet programma
De producent van de laatste uitvoering van de musical The Sound of Music in Nederland, V&V Entertainment, heeft besloten ook een Vlaamse productie te gaan maken. Een groot deel van de Nederlandse cast gaat mee, maar voor de hoofdrol van Maria is besloten een zoektocht op televisie te organiseren. Dit mede omdat de musicals Evita en Joseph and the Amazing Technicolor Dreamcoat, waarvoor de hoofdrolspeler ook via een tv-programma zijn gezocht, in Nederland erg succesvol waren.
Het programma telde 11 afleveringen, waarvan de eerste op 25 maart 2009 is uitgezonden door de Vlaamse omroep VTM. Het programma was vervolgens wekelijks te zien. De eerste twee afleveringen toonden beelden van de audities en workshops aan de zogenaamde Maria-academie, aan het eind van de tweede aflevering werden de 11* kandidaten geselecteerd die deelnamen aan de liveshows. In iedere liveshow viel één kandidaat af. Na elke liveshow konden de kijkers via televoting bepalen wie hun favoriet was. Aan het einde van de avond namen de twee kandidaten met de minste stemmen het tegen elkaar op in de zogenaamde Sing-off, waarna vervolgens producent Albert Verlinde een van de twee kandidaten naar huis stuurde. In de laatste liveshow met de overgebleven drie kandidaten, de finale, vonden er geen sing-offs meer plaats, het woord was nu geheel aan de kijkers. Tijdens de liveshows werden de optredens van commentaar voorzien door een panel dat bestond uit Peter De Smet, Frank Van Laecke en Linda Lepomme. Het programma werd gepresenteerd door Koen Wauters.
* Het werd gepretendeerd dat het de bedoeling was met 10 naar de liveshows te gaan, maar heel de programmatie was al zo ingedeeld dat er 11 kandidaten nodig waren. Het 'terughalen' van Marian was dan ook niet een ingeving van het moment maar wel een gepland effect.

## Maria's
Net zoals bij de Nederlandse Op zoek naar-programma's zijn een groot aantal kandidaten al beroepsmatig bezig als (musical)actrice of zangeres of studeren hiervoor: de leeftijden variëren van 22 tot 34 jaar. Twee kandidaten zijn niet werkzaam in het musicalvak en zijn dus als ruwe diamanten aan te merken.
| Plek | Maria's | Maria's             | Leeftijd | Show 1   | Show 2              | Show 3              | Show 4              | Show 5              | Show 6              | Show 7              | Show 8              | Show 9              | Show 9              |
| Plek | Maria's | Maria's             | Leeftijd | Show 1   | Show 2              | Show 3              | Show 4              | Show 5              | Show 6              | Show 7              | Show 8              | Part 1              | Part 2              |
| ---- | ------- | ------------------- | -------- | -------- | ------------------- | ------------------- | ------------------- | ------------------- | ------------------- | ------------------- | ------------------- | ------------------- | ------------------- |
| 1    |         | Deborah De Ridder   | 27 jaar  |          | Sing-Off            |                     |                     |                     |                     |                     |                     |                     | Winnaar             |
| 2    |         | Fleur Brusselmans   | 25 jaar  |          |                     |                     |                     |                     |                     |                     | Sing-Off            |                     | Runner-Up           |
| 3    |         | Liv Van Aelst       | 34 jaar  |          |                     |                     |                     |                     | Sing-Off            | Sing-Off            |                     | Bottom              | Derde Plek          |
| 4    |         | Katrien Smets       | 22 jaar  |          |                     |                     |                     |                     |                     |                     | Sing-Off            | Geëlimineerd week 8 | Geëlimineerd week 8 |
| 5    |         | Elke Buyle          | 23 jaar  |          |                     |                     |                     |                     |                     | Sing-Off            | Geëlimineerd week 7 | Geëlimineerd week 7 | Geëlimineerd week 7 |
| 6    |         | Elisabeth Herman    | 26 jaar  | Sing-Off |                     |                     | Sing-Off            |                     | Sing-Off            | Geëlimineerd week 6 | Geëlimineerd week 6 | Geëlimineerd week 6 | Geëlimineerd week 6 |
| 7    |         | Marian Van Klaveren | 31 jaar  |          |                     |                     |                     | Sing-Off1           | Geëlimineerd week 5 | Geëlimineerd week 5 | Geëlimineerd week 5 | Geëlimineerd week 5 | Geëlimineerd week 5 |
| 8    |         | Sandra Paelinck     | 23 jaar  |          |                     | Sing-Off            | Sing-Off            | Geëlimineerd week 4 | Geëlimineerd week 4 | Geëlimineerd week 4 | Geëlimineerd week 4 | Geëlimineerd week 4 | Geëlimineerd week 4 |
| 9    |         | Ellen Vandervieren  | 28 jaar  |          |                     | Sing-Off            | Geëlimineerd week 3 | Geëlimineerd week 3 | Geëlimineerd week 3 | Geëlimineerd week 3 | Geëlimineerd week 3 | Geëlimineerd week 3 | Geëlimineerd week 3 |
| 10   |         | Helen Geets         | 33 jaar  |          | Sing-Off            | Geëlimineerd week 2 | Geëlimineerd week 2 | Geëlimineerd week 2 | Geëlimineerd week 2 | Geëlimineerd week 2 | Geëlimineerd week 2 | Geëlimineerd week 2 | Geëlimineerd week 2 |
| 11   |         | Dorien Ackx         | 25 jaar  | Sing-Off | Geëlimineerd week 1 | Geëlimineerd week 1 | Geëlimineerd week 1 | Geëlimineerd week 1 | Geëlimineerd week 1 | Geëlimineerd week 1 | Geëlimineerd week 1 | Geëlimineerd week 1 | Geëlimineerd week 1 |

Notes
1 Marian verliet vrijwillig en eervol zonder sing-off de wedstrijd. 

## Kandidaten liveshows
De kandidaten zijn:
- Deborah De Ridder uit Schoten
- Dorien Ackx uit Geel
- Elisabeth Herman uit Wetteren
- Elke Buyle uit Duffel
- Ellen Vandervieren uit Beveren-Waas
- Fleur Brusselmans uit Gent
- Helen Geets uit Merksem
- Katrien Smets uit Tienen
- Liv Van Aelst uit Brasschaat
- Marian Van Klaveren uit Lede
- Sandra Paelinck uit Mortsel

## Liveshows
| #  | Kandidaat | Afgevallen    | Sing-off verloren van            |
| -- | --------- | ------------- | -------------------------------- |
| 1  | Deborah   | Winnares      | -                                |
| 2  | Fleur     | 3 juni 2009   | -                                |
| 3  | Liv       | 3 juni 2009   | -                                |
| 4  | Katrien   | 27 mei 2009   | Fleur                            |
| 5  | Elke      | 20 mei 2009   | Liv                              |
| 6  | Elisabeth | 13 mei 2009   | Liv                              |
| 7  | Marian    | 6 mei 2009    | Eervol weggegaan zonder sing-off |
| 8  | Sandra    | 29 april 2009 | Elisabeth                        |
| 9  | Ellen     | 22 april 2009 | Sandra                           |
| 10 | Helen     | 15 april 2009 | Deborah                          |
| 11 | Dorien    | 8 april 2009  | Elisabeth                        |